# 横浜市立富岡中学校
横浜市立富岡中学校（よこはましりつ とみおかちゅうがっこう）は、神奈川県横浜市金沢区にある市立の中学校。

## 沿革
- 1973年（昭和48年）4月1日 - 創立
- 1979年（昭和54年）3月3日 - 校歌・校旗制定
- 1982年（昭和57年）6月19日 - 創立10周年記念行事挙行
- 2002年（平成14年）11月8日 - 創立30周年記念式典挙行
- 2007年（平成19年）11月 - 創立35周年記念式挙行
- 2022年（令和4年）　11月‐創立50周年記念式典挙行　校歌作曲者による講演も開かれた

## 部活動

### 運動部
- 野球部
- サッカー部
- ソフトテニス部（男女）
- 硬式テニス部
- 水泳部
- バレー部（男女）
- バスケット部（男女）
- 剣道部
- 陸上競技部

### 文化部
- 吹奏楽部
- 美術部
- 演劇部
- 科学部
- 華道クラブ

## 所有地・アクセス
神奈川県横浜市金沢区富岡西5丁目46番1号

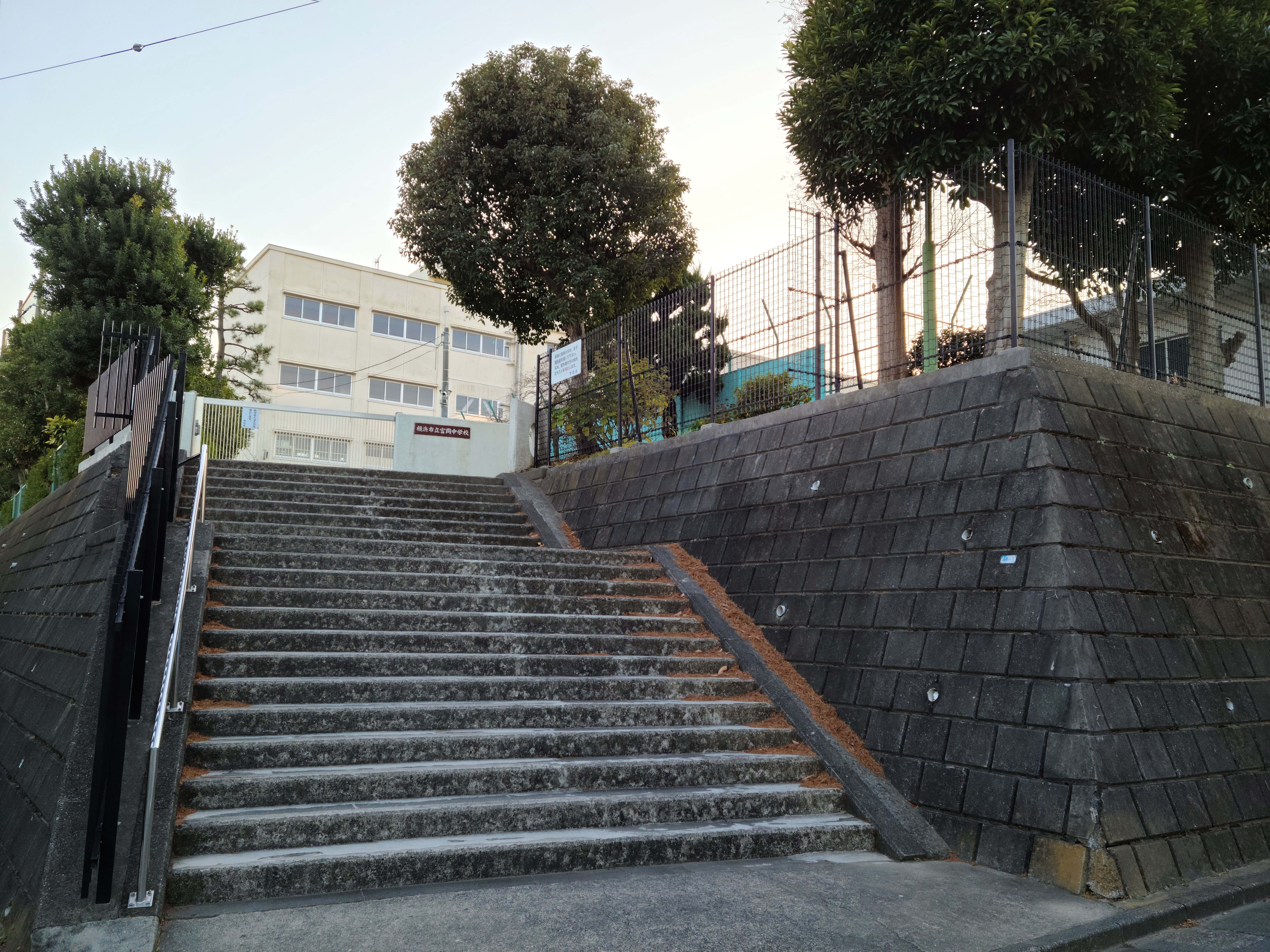
階段の門

- 京浜急行バス 能見台一丁目バス停下車徒歩5分
- 京急本線 能見台駅から徒歩18分
- 京急富岡駅から徒歩20分
- 金沢文庫駅から徒歩30分

## 著名な出身者
- 下川隼佑（プロ野球選手）
- 渡邊佳明（プロ野球選手）